# Ruovjärvi
Rovajärvi eller Ruovjärvi är en sjö i Finland. Den ligger i kommunen Enare i landskapet Lappland, i den norra delen av landet, 1 000 km norr om huvudstaden Helsingfors. Rovajärvi ligger 188,1 meter över havet. Arean är 28,6 hektar och strandlinjen är 4,26 kilometer lång. Sjön  ingår i Pasvik älvs huvudavrinningsområde. 